# 彼得·赫格尔
彼得·赫格尔（Peter Högl，1897年8月19日—1945年5月2日）是一位德国党卫队军官，最终军衔为党卫队上級突擊隊大隊領袖（相当于国防军陆军中校），是阿道夫·希特勒私人保镖之一。在第二次世界大战欧洲战场的最后，赫格尔在柏林的元首地堡呆过一段时间。1945年5月2日，赫格尔参与了突围，在穿过魏登丹默桥（Weidendammer Brücke）时遭遇猛烈火力，在中弹后伤重不治。